# Contea di Woodanilling
La contea di Woodanilling è una delle undici Local Government Areas che si trovano nella regione di Great Southern, in Australia Occidentale. Essa si estende su di una superficie di circa 1.126 chilometri quadrati ed ha una popolazione di 423 abitanti.